# Герцогство Реджо

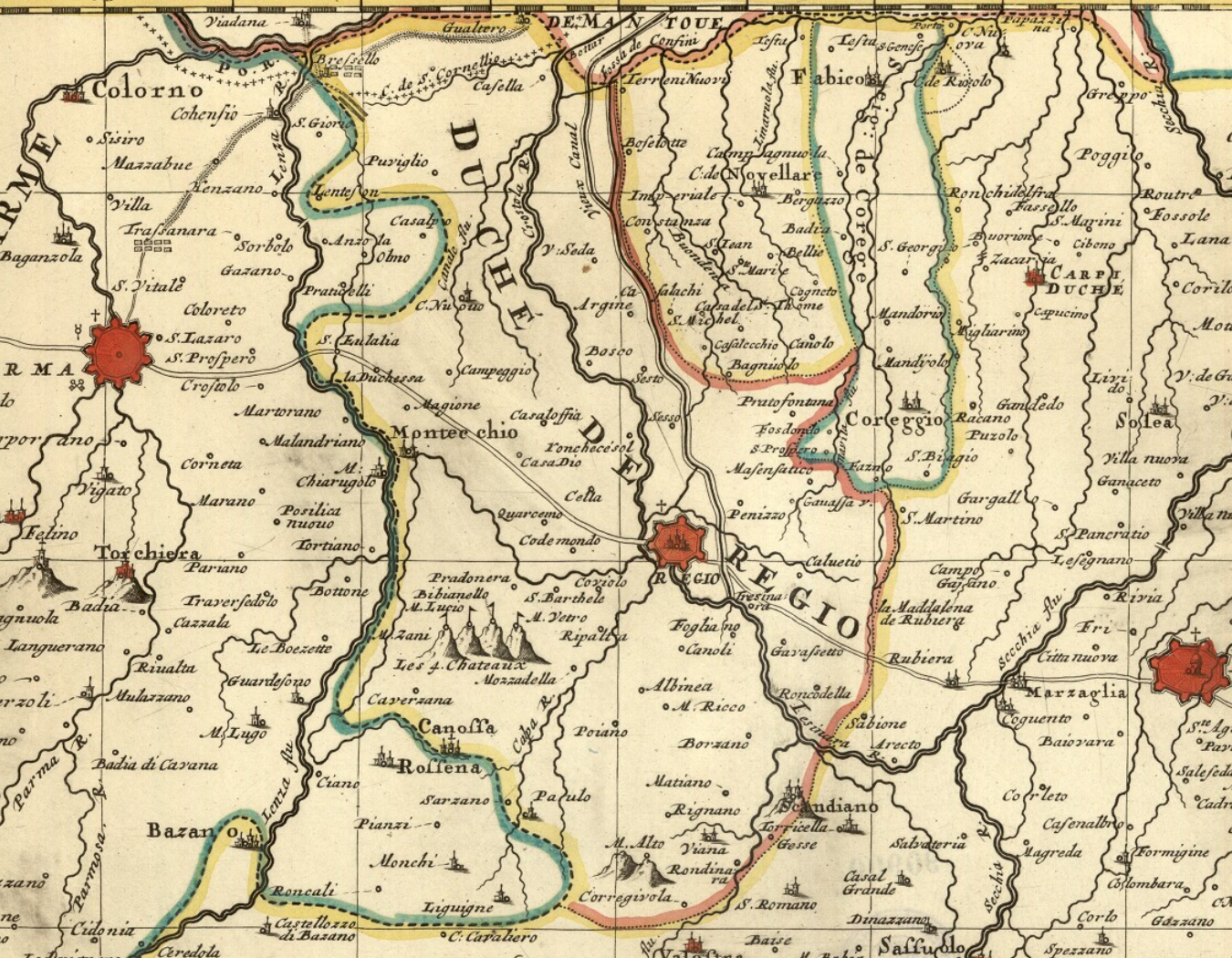
Карта герцогства Реджо в начале XVIII века

Герцогство Реджо (итал. Ducato di Reggio) — одно из небольших итальянских государств, принадлежавшее герцогству Модене и Реджо. Располагалось на севере Италии, между Апеннинами и рекой По, в границах современной провинции Реджо-Эмилия. Столицей герцогства был город Реджо.
Герцогство граничило с графством Новеллара, княжеством Корреджо, герцогством Моденским и Карфаньяна, которые управлялись домом Эсте. Другими соседями были княжество Лукка, герцогство Тосканское, герцогство Пармское и герцогство Мантуанское.